# 元喜睦
元 喜睦（ウォン・ヒモク、朝鮮語: 원희목、1954年6月10日 - ）は、大韓民国の薬剤師、政治家。第33・34代大韓薬師会長、第18代韓国国会議員を歴任した。
本貫は原州元氏。カトリック教徒。

## 経歴
ソウル特別市出身。龍山高等学校、ソウル大学校薬学科卒。江原大学校薬学大学薬学科修士課程、同博士課程修了（薬学博士）。東亜製薬開発部勤務を経て、江南区薬師会会長、大韓薬師会理事・代議員、江南区庁諮問委員、江南区警察署治安諮問委員、大韓薬師会総務委員長、医薬分業実現のための市民対策委員会薬師会代表、医薬分業実行委員会委員、大韓薬師会副会長、世界麻薬学会副会長、第33・34代大韓薬師会長（2004年3月～2008年4月）、大統領所属医療産業先進化委員会委員、第18代国会保健福祉家族委員会委員・政治改革特別委員会委員、ハンナラ党対外協力委員会副委員長・院内副代表・代表秘書室室長、韓国社会保障情報院院長、韓国製薬バイオ協会会長・顧問、韓国グローバル保健連盟理事長、希望分かち合い協議会常任代表、ソウル大学校特任教授、柳韓財団理事長を務めた。